# Shamela Hampton
Shamela Hampton (ur. 23 sierpnia 1987 w Colorado Springs) – amerykańska koszykarka występująca na pozycji środkowej.
W 2016 roku zaliczyła obóz przygotowawczy z zespołem WNBA – San Antonio Stars.
5 sierpnia 2017 została zawodniczką Ślęzy Wrocław. 11 września podano do wiadomości publicznej, iż kontrakt z zawodniczką nie zostanie zrealizowany, na skutek problemów pozasportowych.

## Osiągnięcia
Na podstawie, o ile nie zaznaczono inaczej.
NCAA
- Zaliczona do:
  - I składu turnieju Lady Rebel Christmas Classic (2008)
  - III składu konferencji Mountain West (MWC – 2007, 2008)

Indywidualne
(* – nagrody przyznane przez portal eurobasket.com)
- Środkowa roku ligi greckiej (2017)*[5]
- Zaliczona do:
  - I składu:
    - defensywnego ligi włoskiej (2012)*[6]
    - najlepszych zawodniczek zagranicznych ligi greckiej (2017)*[5]

  - II składu ligi greckiej (2017)*[5]
  - składu honorable mention ligi:
    - izraelskiej (2014, 2015, 2016)*[7][8][9]
    - włoskiej (2012, 2013)*[6][10]